# DeDee Nathan
LeShundra »DeDee« Nathan, ameriška atletinja, * 1. avgust 1962, Birmingham, Alabama, ZDA.
Nastopila je na poletnih olimpijskih igrah leta 2000 in dosegla deveto mesto v sedmeroboju. Na svetovnih dvoranskih prvenstvih je osvojila naslov prvakinje v peteroboju leta 1999, na panameriških igrah pa zlato in bronasto medaljo v sedmeroboju.